# Passo della Limina
Passo della Limina je horský průsmyk v italském regionu Kalábrie. Leží na rozhraní obcí Mammola a Cinquefrondi, které obě patří k metropolitnímu městu Reggio Calabria. 
Průsmykem vede silnice Strada statale 682 Jonio-Tirreno. Jeho nadmořská výška je 822 metrů. Passo della Limina odděluje pohoří Serre a Aspromonte, která tvoří Kalabrijské Apeniny. Nad průsmykem se vypíná hora Monte Limina s nadmořskou výškou 888 m, z jejíhož vrcholu je vidět Sicílie. 
O původu názvu existují dvě teorie. Jedna vychází z řeckého slova pro jezero λίμνη (limni), neboť před výstavbou silnice se zde nacházela nevelká vodní plocha. Druhý výklad vychází z latinského výrazu limen, který znamená „hranice“. Severně od průsmyku se nachází vesnice Limina s kostelem Nanebevzetí Panny Marie. Průsmyk hrál již v období řecké kolonizace důležitou roli v dopravě mezi Tyrhénským a Jónským mořem. Teče zde říčka Torbido (ve starověku Sagra), kde proběhla v polovině 6. století př. n. l. bitva mezi Lokriďany a Krotónem. Podle místní pověsti zde později šířil křesťanství svatý Filip z Agiry. Nedaleko průsmyxku se nachází poutní místo Santuario di San Nicodemo, kde byl v desátém století založen klášter.  
Před průsmyk vede turistická stezka Sentiero Italia, která se zde kříží se starou řeckou cestou. Na Passo della Limina bývá horská prémie cyklistického závodu Giro della Provincia di Reggio Calabria. V okolí byl vyhlášen Národní park Aspromonte s chráněnými porosty buků a jedlí.